# Giuseppe Badiali
Giuseppe Badiali (Bologna, 1797 circa – 1859 circa) è stato un pittore e scenografo italiano.

## Biografia
Noto soprattutto per le sue scenografie, Badiali fu attivo principalmente a Bologna, anche se teatri di varie città italiane si avvalsero dei suoi servizi.
Tra le sue scenografie figurano lavori per il Teatro Comunale di Bologna, tra cui: Semiramide di Rossini (primavera 1827) e Carnevale 1829-1830; I Capuleti e i Montecchi (autunno 1832), La sonnambula e I Puritani (primavera 1836), di Bellini; Nabucodonosor, Ernani (autunno 1847), Macbeth e Luisa Miller (autunno 1850), di Verdi.
Per il Teatrino Loup di Bologna fornì le scenografie per Elisa delle Alpi (1836) di C. Baldini; a Reggio Emilia, per il Teatro Comunale, Dirce di A. Peri, Dianora de 'Bardi (1843) di E. Priora; a Torino per il Teatro Carignano, Gemma di Vergy (1839) di Donizetti; e per il Teatro Regio, Guglielmo Tell di Rossini, Oberto, Conte di San Bonifacio di Verdi, Il Templario (1840) di O. Nicolai; a Firenze per il Teatro Alfieri, Il crociato in Egitto (1832) di Giacomo Mayerbeer; a Roma per il Teatro Apollo, Roberto Devereux (1838) e Marin Faliero di Donizetti, Medea in Corinto (1839) di Selli.
Tra i suoi collaboratori si ricordano S. Fantoni e L. Martinelli.
Come pittore, affrescò il soffitto del Teatro Comunale di Bologna, oggi perduto (ma ne restano dei bozzetti).